# Liste der Ständigen Vertreter Belgiens bei der NATO
Liste der ständigen Vertreter Belgiens bei der Organisation des Nordatlantikvertrags (NATO) in Brüssel.

## Ständige Vertreter
- 1952–1976: André de Staercke
- 1976–1979: Constant Schuurmans
- 1979–1983: Michel van Ussel
- 1983–1987: Juan Cassiers
- 1987–1990: Prosper Thuysbaert
- 1992–1995: Alain Rens
- 1996–1997: Jean De Ruyt
- 1997–2002: Thierry de Gruben
- 2002–2006: Dominique Struye de Swielande
- 2006–2010: Franciskus van Daele
- Seit 2010: Rudolf Huygelen